# Gatta alla pari
Gatta alla pari è un film del 1994 diretto da John Coline (alias Gianni Cozzolino). È una commedia erotica vietata ai minori di 18 anni. Il produttore, sceneggiatore e compositore delle musiche è Ninì Grassia.

## Trama
Suria e sua sorella Nancy sono due giovani donne di famiglia benestante, Nancy è fidanzata con Roger con il quale programma di convolare a nozze, mentre Suria è sposata con James, lascivo avvocato che coglie ogni occasione per tradirla. Dal canto suo anche Suria lo tradisce con Frank, il guardiano della loro villa assunto da James.
Mentre Roger è al volante dell'auto in compagnia di James, investe una donna di nome Baby, i due la portano nella loro casa, fortunatamente non si è fatta nulla, in breve tempo la donna fa amicizia con Nancy e Suria, e le offrono un lavoro come ragazza alla pari. In realtà Baby è l'amante di Frank, è grazie a lui che è riuscita a farsi assumere alla villa, aveva inscenato l'incidente solo per avvicinarsi a James.
Baby si sistema nella sua nuova stanza, ricevendo la visita di James, il quale la stava spiando mentre lei era tutta nuda intenta a godersi un bagno turco e, attratto dalla sua bellezza, cerca di sedurla, ma Baby, disgustata da lui, lo respinge in maniera aggressiva, ciò porta James a fare sesso con sua moglie, sfogando con lei i suoi desideri nei confronti di Baby. Quest'ultima si intrufola nello studio di James e trova una foto di una donna con in braccio una bambina, per poi sgattaiolare via, quando arriva James il quale viene sedotto contemporaneamente dalla sua segretaria e della sua domestica.
Suria e Baby ormai vanno sempre più d'accordo tanto che le due finiscono con l'avere un ménage à trois con Frank. Quando James vede che la fotografia è fuori posto, inizia ad agitarsi, poi la prende ma quando esce di casa salutando sua moglie non si accorge che la foto gli è caduta, venendo poi raccolta da Suria che la mostra a Baby. Alla fine Baby rivela a Suria di essere la sorella di James, lui abbandonò la famiglia tanti anni prima, infatti dopo tanto tempo non ha riconosciuto sua sorella: la bambina nella fotografia è lei da piccola mentre la donna in sua compagnia era la loro defunta madre. Baby spiega a Suria che James è soltanto uno spregevole arrampicatore sociale, la madre è morta per un malore a causa dei continui dispiaceri che James le procurava, lui le rubò tutti i suoi soldi sperperandoli. Suria ha capito che James l'ha sposata solo per arrivare a lei e Nancy e prendere possesso anche del loro patrimonio.
James non ha ancora capito che Baby è sua sorella, ma inizia a sentirsi minacciato da lei. Quando torna a casa Baby, Suria, Nancy, Frank e Roger lo invitano a unirsi a loro in un gioco orgiastico, e James cede alla tentazione quando Baby gli banda gli occhi, e Suria (spacciandosi per Baby) pratica un fellatio al marito, e quando Baby gli toglie la benda gli rivela di essere sua sorella lasciandolo sconcertato credendo che la pratica sessuale di prima fosse opera sua (e non della moglie) a quel punto con la minaccia di denunciarlo per abuso e incesto con Roger, Nancy, Suria e Frank pronti a testimoniare contro di lui, lo manda via di casa. James è obbligato a cedere al ricatto, Baby finalmente ha ottenuto giustizia e Suria la invita a rimanere a vivere nella villa insieme a lei, Nancy, Frank e Roger.

## Produzione

### Cast
Per questo film Ninì Grassia volle al suo fianco un cast di attori consolidato, scelto tra coloro che avessero già partecipato a pellicole di cui egli avesse curato la regia o la produzione. Ninì Grassia è anche accreditato per la quarta volta come Anthony Grey.
In particolare è il secondo dei quattro film interpretati da Carlo Macaro e il secondo di cinque film interpretati da Cristina Barsacchi.  È, invece, solo il primo dei sette film con protagonista Antonio Zequila.

### Riprese
Il film è stato girato a Rimini.

## Distribuzione
Nonostante il film sia stato completato nel 1993 l'approvazione ministeriale è arrivata solo il 25 gennaio 1994 con l'uscita ufficiale avvenuta il 10 febbraio 1994.

## Trilogia
Sono tre i film erotici (non pornografici) interpretati, tra il 1993 e il 1995, da Ramba, con il nome di Malù, insieme a Ninì Grassia. Oltre a Gatta alla pari, fanno parte della serie:
- Un grande amore (1994)
- Innamorata (1995)